# سنگ‌چشم-کوکوهای غبغبکی
سنگ‌چشم-کوکوهای غبغبکی (نام علمی: Lobotos) نام یک سرده از تیره سنگ‌چشم-کوکویان است.

## گونه‌ها
- سنگ‌چشم-کوکوی غبغبکی غربی (Lobotos lobatus)
- سنگ‌چشم-کوکوی غبغبکی شرقی (Lobotos oriolinus)